# Moses Hoagland

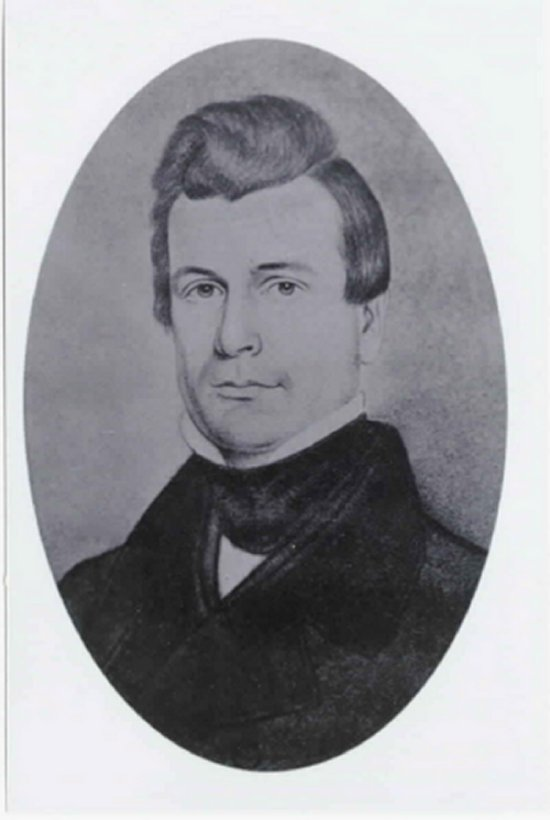
Moses Hoagland

Moses Hoagland (* 19. Juni 1812 bei Baltimore, Maryland; † 16. April 1865 in Millersburg, Ohio) war ein US-amerikanischer Politiker. Zwischen 1849 und 1851 vertrat er den Bundesstaat Ohio im US-Repräsentantenhaus.

## Werdegang
Moses Hoagland besuchte die öffentlichen Schulen seiner Heimat. Nach einem anschließenden Jurastudium und seiner 1842 erfolgten Zulassung als Rechtsanwalt begann er in Millersburg in diesem Beruf zu arbeiten. Während des Mexikanisch-Amerikanischen Krieges diente er in den amerikanischen Streitkräften. Als Auszeichnung für seine Tapferkeit wurde er zum Major befördert. Politisch schloss er sich der Demokratischen Partei an.
Bei den Kongresswahlen des Jahres 1848 wurde Hoagland im 16. Wahlbezirk von Ohio in das US-Repräsentantenhaus in Washington, D.C. gewählt, wo er am 4. März 1849 die Nachfolge von John D. Cummins antrat. Da er im Jahr 1850 nicht bestätigt wurde, konnte er bis zum 3. März 1851 nur eine Legislaturperioden im Kongress absolvieren. Diese Zeit war von den Diskussionen um die Frage der Sklaverei bestimmt. Unter anderem wurde der von US-Senator Henry Clay eingebrachte Kompromiss von 1850 verabschiedet.
Nach seiner Zeit im US-Repräsentantenhaus praktizierte Hoagland wieder als Anwalt. Im Juni 1853 wurde er zum beisitzenden Richter im Washington-Territorium ernannt, was er aber ablehnte. Er starb am 16. April 1865 in Millersburg, wo er auch beigesetzt wurde.